# Ropica wallisi
Ropica wallisi là một loài bọ cánh cứng trong họ Cerambycidae.